# وليام هنري كرين
وليام هنري كرين (بالإنجليزية:William Henry Crane) (مواليد 30 أبريل 1845 - وفيات 7 مارس 1928) ممثل أمريكي .

## روابط خارجية
- وليام هنري كرين على موقع IMDb (الإنجليزية)
- وليام هنري كرين على موقع قاعدة بيانات برودواي على الإنترنت (الإنجليزية)
- وليام هنري كرين على موقع قاعدة بيانات الفيلم (الإنجليزية)

- تحوي هذه المقالة معلومات مترجمة من الطبعة الحادية عشرة لدائرة المعارف البريطانية لسنة 1911 وهي الآن ضمن الملكية العامة.
- Broadway Credits at the قاعدة بيانات برودواي على الإنترنت here.
- Film Credits at the قاعدة بيانات الأفلام على الإنترنت here.
- "W. H. Crane" by Joseph Howard, Jr. in Famous American Actors of To-day, edited by Frederic Edward McKay and Charles E. L. Wingate, New York, Thomas Y. Crowell & Company, 1896. Online here.
- "William H. Crane", Chapter XI in Famous Actors of the Day in America by Lewis C. Strang, Boston, L. C. Page and Company, 1900. Online here.
- "Crane-Robson" in Some Players: Personal Sketches by Amy Leslie, Herbert S. Stone & Company, Chicago & New York, 1901. Online here.
- "William H. Crane, A Study", By Edwin F. Edgett in Frank Leslie's Popular Monthly, January 1903 (Volume LV No. 3). Online here. (Illustration here).
- Obituary in the New York Times, March 8, 1928, page 25, online here.